# Stephen Manley
Stephen Michael Manley (* 13. Februar 1965 in Encino, Los Angeles, Los Angeles County, Kalifornien) ist ein US-amerikanischer Schauspieler und Synchronsprecher. Ab 1971 wirkte er als Kinderdarsteller in einer Reihe von Film- und Fernsehserienproduktionen mit. Ab Mitte der 1980er Jahre zog er sich, mit Ausnahme einer Rollenbesetzung 1997 im Film Mulligan Men, weitestgehend als Schauspieler zurück, ehe er ab 2010 wieder vermehrt in verschiedenen Produktionen zu sehen war.

## Leben
Manley wurde am 13. Februar 1965 in Encino, einem Stadtteil von Los Angeles geboren. Im Alter von wenigen Monaten wurde er von Stella (geborene Soldi; 1924–2011) und Sam Manley adoptiert. Er wuchs in San Marino im US-Bundesstaat Kalifornien auf. Sein in Italien geborener Adoptiv-Großvater Stephen Soldi (1899–1974) war ab den 1930ern als Schauspieler, speziell in den 1960er Jahren in einer Reihe von US-amerikanischen Fernsehserien, tätig, seine Adoptiv-Mutter Stella Soldi spielte unter anderen 1949 in einer Nebenrolle im Spielfilm Verlorenes Spiel mit und war auch als Stuntfrau tätig.
Ab Beginn der 1970er Jahre trat auch Manley in die Fußstapfen seiner Vorfahren und wirkte als Kinderdarsteller in verschiedenen Fernsehserien mit. 1977 stellte er im Film John Hus die Rolle der gleichnamigen Hauptrolle im Kindesalter dar. Sein erwachsenes Alter Ego wird von Rod Colbin verkörpert. Seine erste größere Serienrolle verkörperte er von 1977 bis einschließlich 1979 in insgesamt neun Episoden als Billy Barton in der Fernsehserie Zeit der Sehnsucht. Weitere größere Serienrollen hatte er 1979 in vier Episoden der Fernsehserie Married: The First Year als Donny Baker sowie von 1980 bis 1981 in elf Episoden der Fernsehserie Secrets of Midland Heights als Danny Welsh. Ab Mitte der 1980er Jahre zog sich Manley aus dem Filmgeschäft zurück. 1997 kehrte er in der Nebenrolle des Richard im Film Mulligan Men einmalig zurück. Seit 2010 ist er wieder vermehrt als Film- und Serienschauspieler zu sehen. So wirkte er in mehreren Episoden der Fernsehserien The Groom, Southwest: The Series, Nightwing: The Series oder auch Outlaw Chronicles: Die Hells Angels mit. 2016 stellte er im Horrorfilm Ghosthunters die Hauptrolle des Henry dar, der sich im Laufe der Handlung als eigentlicher Antagonist entpuppt.

## Filmografie (Auswahl)

### Schauspiel
- 1971: The Carol Burnett Show (Fernsehserie, Episode 4x23)
- 1971: Der Leichengießer (Crucible of Terror)
- 1972: Es bleibt in der Familie (All in the Family, Fernsehserie, Episode 2x17)
- 1972: Der Mörder im weißen Mantel (The Carey Treatment)
- 1972: Kansas City Bomber (Round Up)
- 1972: Young Dr. Kildare (Fernsehserie, Episode 1x05)
- 1972: Die Straßen von San Francisco (The Streets of San Francisco, Fernsehserie, Episode 1x04)
- 1972: FBI (The F.B.I., Fernsehserie, Episode 8x09)
- 1973: Honor Thy Father (Fernsehfilm)
- 1973: Police Story – Immer im Einsatz (Police Story, Fernsehserie)
- 1973–1974: Notruf California (Emergency!, Fernsehserie, 2 Episoden, verschiedene Rollen)
- 1974: Dr. med. Marcus Welby (Marcus Welby, M.D., Fernsehserie, Episode 5x16)
- 1974: California Cops – Neu im Einsatz (The Rookies, Fernsehserie, Episode 3x01)
- 1974: Make-up und Pistolen (Police Woman, Fernsehserie, Episode 1x09)
- 1974: Sierra (Fernsehserie, 3 Episoden)
- 1974: Faith for Today (Fernsehserie)
- 1975: Adam-12 (Fernsehserie, Episode 7x12)
- 1975: Kung Fu (Fernsehserie, 2 Episoden)
- 1975: Mannix (Fernsehserie, Episode 8x17)
- 1975: Die Straßen von San Francisco (The Streets of San Francisco, Fernsehserie, Episode 3x20)
- 1975: Mobile One (Fernsehserie, Episode 1x01)
- 1975: The Rivalry (Fernsehfilm)
- 1975: Die Hindenburg (The Hindenburg)
- 1976: Die Zwei mit dem Dreh (Switch, Fernsehserie, Episode 1x15)
- 1976: Sara (Fernsehserie, Episode 1x02)
- 1977: Der legendäre Howard Hughes (The Amazing Howard Hughes, Fernsehfilm)
- 1977: Code R (Fernsehserie, 3 Episoden)
- 1977: Duffy (Fernsehfilm)
- 1977: Testimony of Two Men (Miniserie, Episode 1x01)
- 1977: John Hus
- 1977–1978: Zeit der Sehnsucht (Days of Our Lives, Fernsehserie, 9 Episoden)
- 1979: Married: The First Year (Fernsehserie, 4 Episoden)
- 1979: The Last Convertible (Miniserie, 3 Episoden)
- 1979: Love Boat (The Love Boat, Fernsehserie, Episode 3x12)
- 1980–1981: Secrets of Midland Heights (Fernsehserie, 11 Episoden)
- 1981: Aloha Paradise (Fernsehserie, Episode 1x08)
- 1981: Unsere kleine Farm (Little House on the Prairie, Fernsehserie, Episode 8x06)
- 1983–1984: Computer Kids (Whiz Kids, Fernsehserie, 2 Episoden, verschiedene Rollen)
- 1984: Star Trek III: Auf der Suche nach Mr. Spock (Star Trek III: The Search for Spock)
- 1984: Simon & Simon (Fernsehserie, Episode 4x06)
- 1997: Mulligan Men
- 2010–2011: The Groom (Fernsehserie, 2 Episoden)
- 2013: Southwest
- 2013–2015: Southwest: The Series (Fernsehserie, 4 Episoden)
- 2014: Step Up: All In
- 2014: Nightwing: The Series (Miniserie, 5 Episoden)
- 2014: Black Mask (Kurzfilm)
- 2014: The Gradations of Purgatory (Kurzfilm)
- 2014: Spring Forward (Kurzfilm)
- 2014: Happy Endings (Kurzfilm)
- 2015: Not on My Mountain (Kurzfilm)
- 2015: The Idiot: To Kill a Mocking Bird (Kurzfilm)
- 2015: Outlaw Chronicles: Die Hells Angels (Fernsehserie, 6 Episoden)
- 2015: Death in the Desert
- 2015: Billy the Kid: New Evidence (Fernsehdokumentarfilm)
- 2015: Killers at Play
- 2015: The Track
- 2015: Suicide Party #SaveDave
- 2015: Ame Leve
- 2016: Chronologie des Grauens (Murder Book, Fernsehdokuserie, Episode 2x05)
- 2016: Fatales Vertrauen – Dem Mörder so nah (Unusual Suspects, Fernsehdokuserie, Episode 8x07)
- 2016: Ghosthunters
- 2016: The Idiot: Two Schmucks Looking for Trouble (Kurzfilm)
- 2016: Rogue Warrior: Robot Fighter
- 2016: Starship Excelsior (Fernsehserie, Episode 4x13)
- 2017: States of Horror (Fernsehserie, Episode 1x03)
- 2017: The Haves and the Have Nots (Fernsehserie, 2 Episoden)
- 2018: Dealer
- 2019: Las Vegas Vietnam: The Movie
- 2020: 1 Interrogation
- 2022: Prisoner of Love
- 2022: Bleach

### Synchronisationen
- 1975: The Tiny Tree (Animationsfernsehfilm)
- 1981: Simon & Simon (Fernsehserie)
- 1986: Blacke's Magic (Fernsehserie, Episode 1x08)